# Bettiah
Bettiah är en stad i delstaten Bihar i Indien, och är administrativ huvudort för distriktet Pashchim Champaran. Folkmängden uppgick till 132 209 invånare vid folkräkningen 2011, med förorter 155 518 invånare.

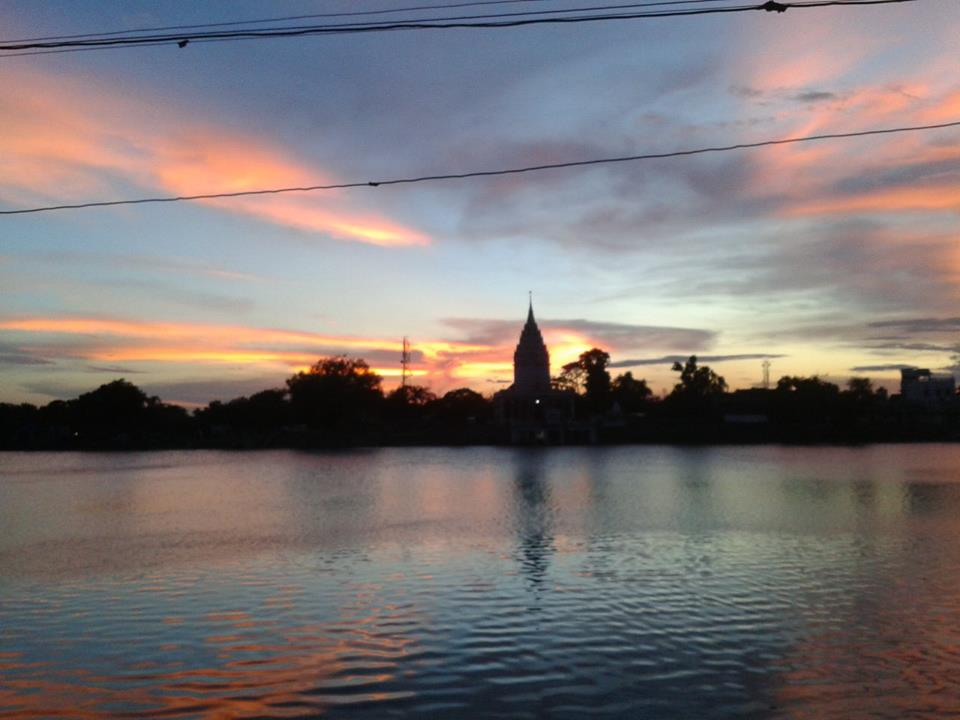
Foto där silhuetten av ett av stadens tempel syns.
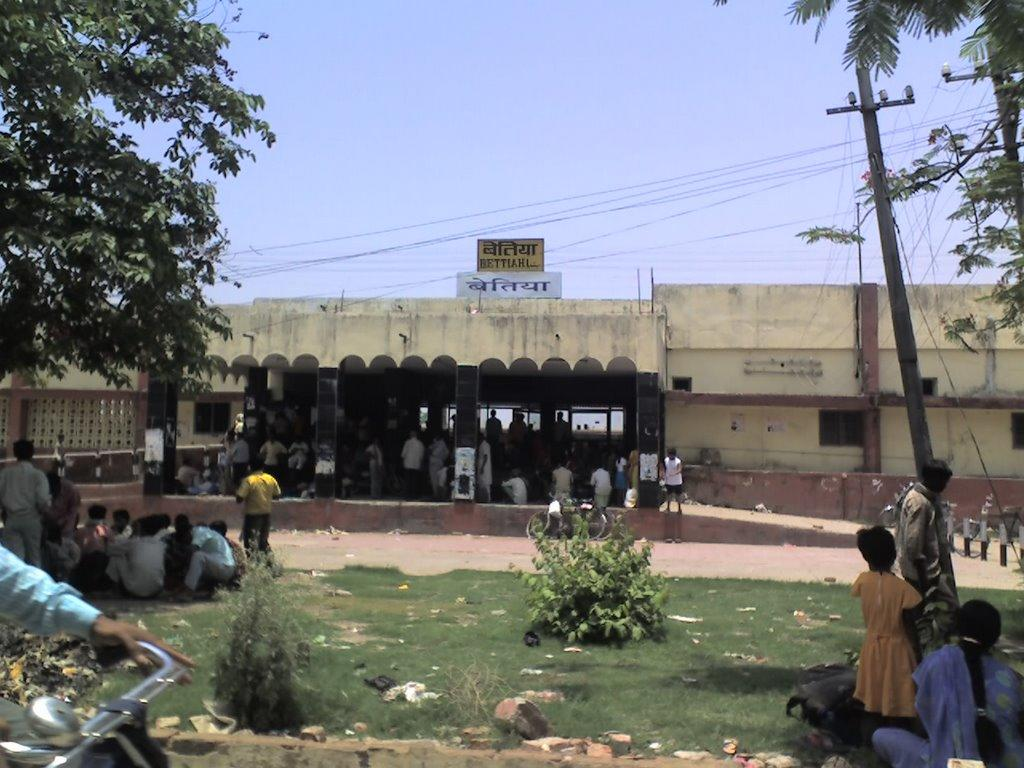
Stadens station.